# Clénet Coachworks

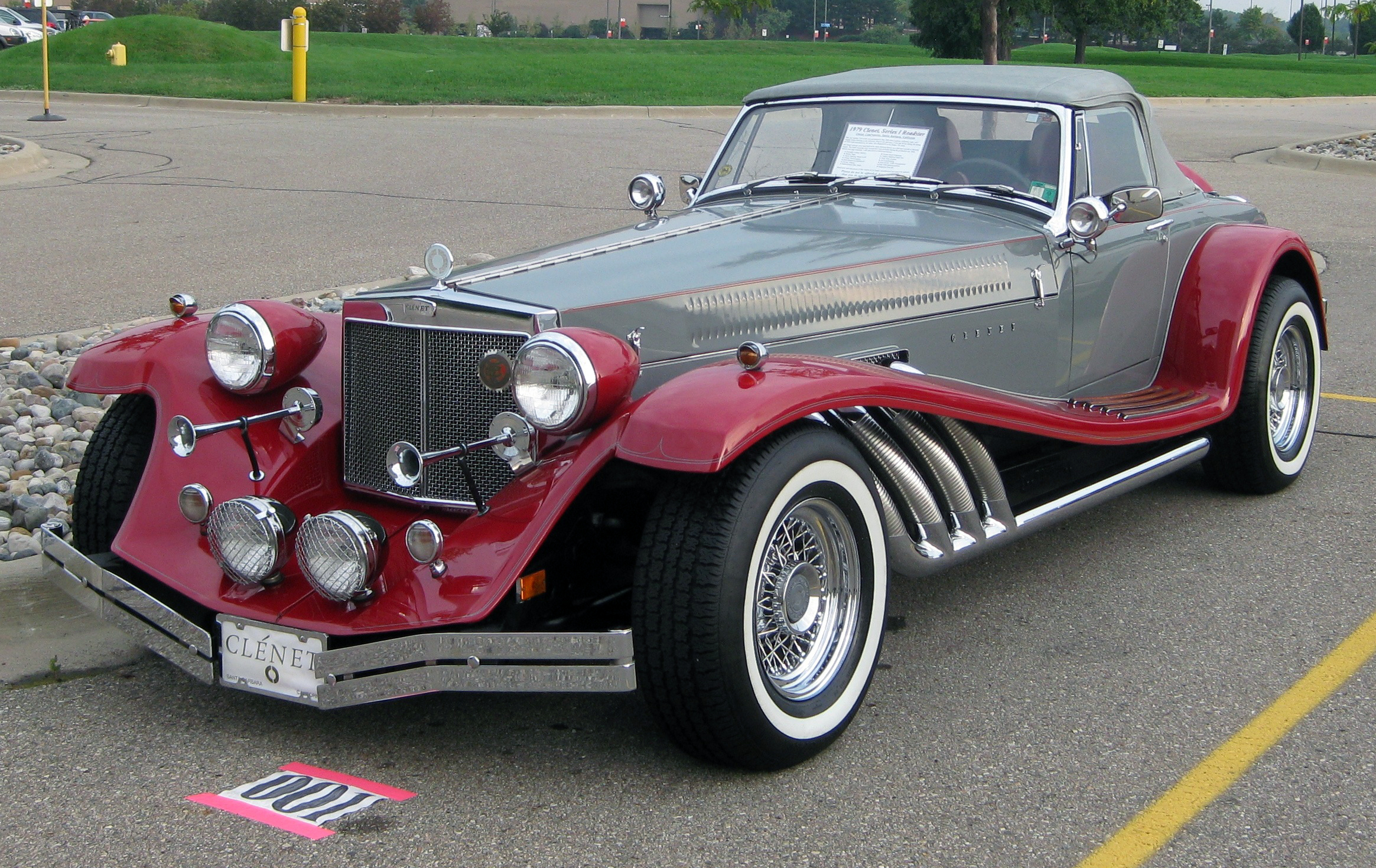
Clénet Series I

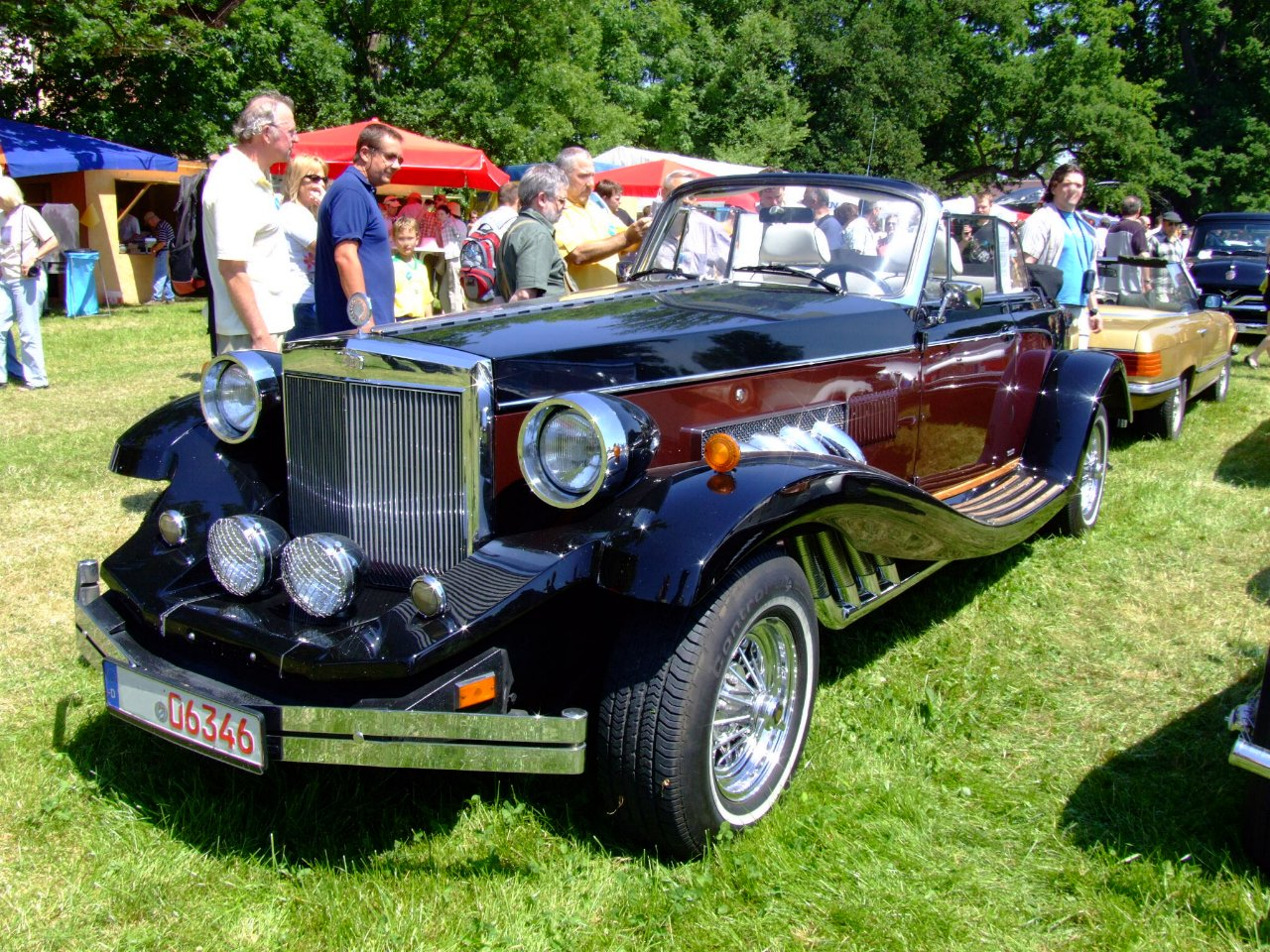
Clénet Series II

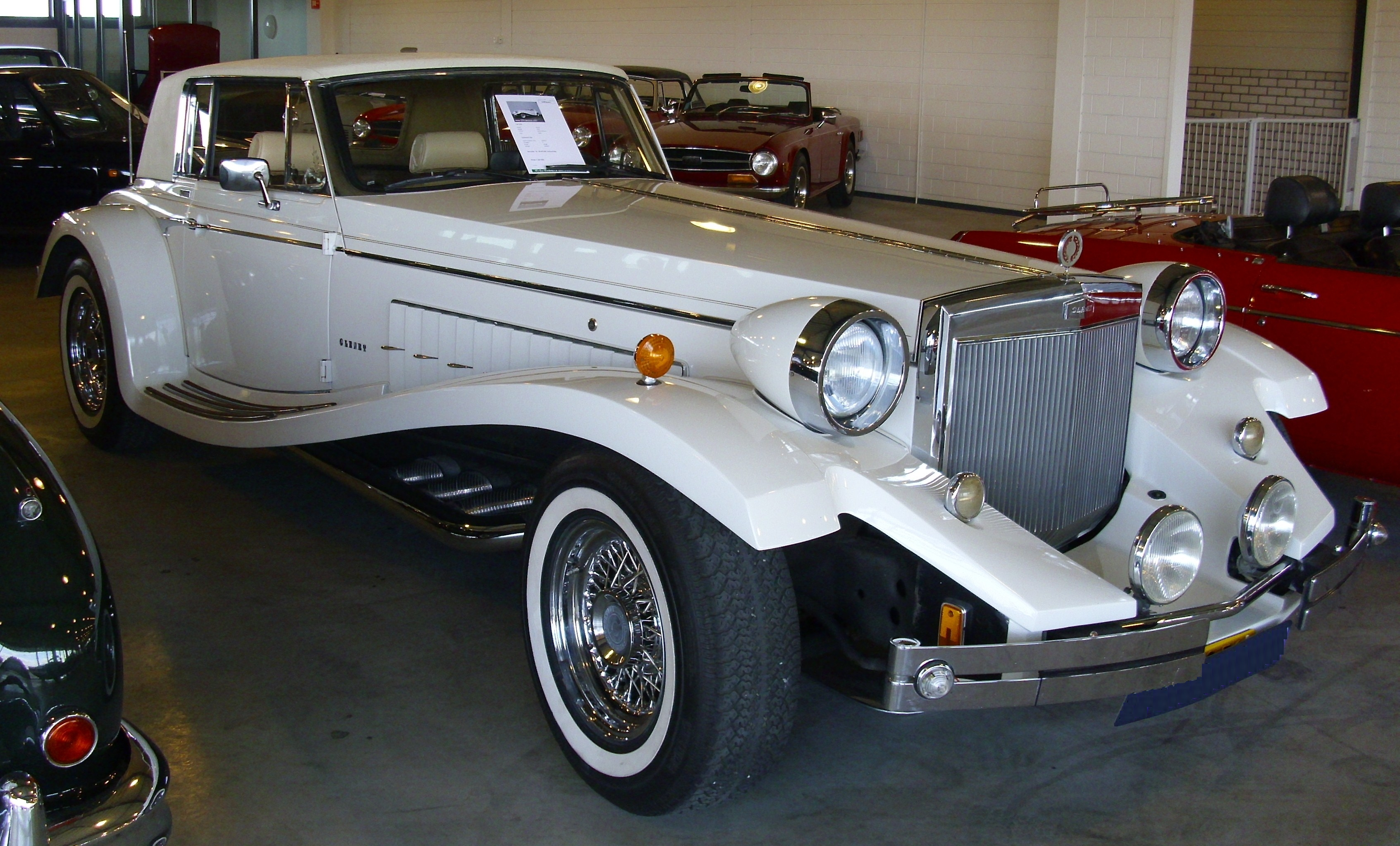
Clénet Series III Asha

Clénet Coachworks war ein amerikanischer Hersteller von Automobilen im Neo-Klassik-Stil, der in den 1970er und 1980er Jahren etwa 500 Fahrzeuge produzierte. Clénet bediente in dieser Zeit die gleiche Marktnische wie Excalibur, war aber deutlich kleiner als der Konkurrent aus Milwaukee. Während Excalibur jedenfalls in den ersten Serien stilistisch noch ein konkretes Vorbild nachempfand, verwendete Clénet von Anfang eigene Entwürfe, die Designelemente der Vorkriegszeit frei interpretierten.

## Unternehmensgeschichte
Clénet Coachworks wurde 1976 in Santa Barbara (CA), von Alain Clénet gegründet. Clénet, 1944 im französischen Angers geboren, hatte in Paris Design studiert und war einige Jahre in Frankreich als Industriedesigner tätig gewesen. Beeindruckt von dem Erfolg von Excalibur, entschloss er sich 1974, Ähnliches selbst zu versuchen, und siedelte nach Santa Barbara über. Mit Hilfe einiger Geldgeber gründete er das Unternehmen Clénet Coachworks, das im Sommer 1976 in Goleta im Santa Barbara County die Produktion eines klassischen Roadsters aufnahm. Der Betrieb arbeitete bis 1979 in einem Hangar des Flughafens von Goleta. 1980, kurz nach der Produktionsaufnahme eines neuen Modells, richtete Alain Clénet neue Produktionsanlagen ein, die ebenfalls in Goleta lagen. 1981 geriet das Unternehmen in wirtschaftliche Probleme, woraufhin Alain Clénet Anfang 1982 die Produktion zunächst ruhen ließ. Alfred Di Mora, ein ehemaliger Mitarbeiter Clénets, übernahm daraufhin das Unternehmen und führte es in wiederum neuen Werkshallen in Carpinteria (CA), von 1983 bis 1986 weiter. Alain Clénet hatte unterdessen mit dem Betrieb nichts mehr zu tun. In dieser Zeit entstanden noch etwa 50 Fahrzeuge, die zumeist als Carpinteria-Clénets bezeichnet werden und von den Liebhabern der Marke nicht selten gemieden werden.
Clénet Coachworks schloss 1987 endgültig die Tore. Die Fahrzeuge haben einen Ruf, der weit über denen der meisten anderen Neo-Klassiker liegt, und sie haben – allerdings in erster Linie in Amerika, wo derartige Fahrzeuge noch immer eine besondere Faszination auslösen – inzwischen einen Liebhaber-Status. Anhänger der klassischen Clénets einer- und die der Carpinteria-Clénets andererseits unterhalten in den USA eigenständige Clubs und betreiben eigene Webseiten. Die mit Alain Clénet verbundene Organisation Clenetcorner ist beispielsweise nur bereit, Clénets aufzunehmen, die vor 1984 hergestellt wurden; die Carpinteria-Modelle sind dort ausgeschlossen.

## Die Modelle
Das erste Modell Clénet Series I aus der Zeit von 1977 bis 1979 war ein zweisitziger Roadster. Fahrgastzelle, Fensterflächen und Türen stammten vom MG Midget. Auffallend waren die vier Auspuffrohre je Fahrzeugseite, die aus dem Motorraum ragten, sowie die vordere Stoßstange, die zur Fahrzeugmitte hin nach unten zeigte. Die vorderen Kotflügel hatten keine Seitenverkleidung. Der Kühlergrill war stark unterteilt. Ungewöhnlich waren drei Scheibenwischer.
1979 löste der Clénet Series II das erste Modell ab und blieb bis 1987 im Sortiment. Das Cabriolet bot Platz für vier Personen. Die Fahrgastzelle, die leicht gebogene Windschutzscheibe, die Türen und teilweise das Verdeck stammten vom VW Käfer Cabriolet. Weitere Unterscheidungsmerkmale waren senkrechte Streben im Kühlergrill, die seitlich etwas heruntergezogenen vorderen Kotflügel, zwölf Lüftungsschlitze je Fahrzeugseite hinter den Auspuffrohren, zwei statt drei Scheibenwischer sowie zusätzliche Seitenfenster hinter den Türen.
Zwischen 1981 und 1987 ergänzte der Clénet Series III Asha das Angebot. Er war als Cabriolet und Coupé erhältlich. Auf die Auspuffrohre je Fahrzeugseite wurde verzichtet. Die hinteren Seitenfenster des Coupés waren eckig.
Der Clénet Series IV war 1986 als Nachfolger des Series III Asha geplant, ging aber nicht mehr in Serienproduktion. Er ähnelte sehr dem Series I. Ein optisches Unterscheidungsmerkmal war die vordere Stoßstange, die gerade ausgeführt war.
Der Clénet Series V war ein Entwurf von Alfred di Mora. Es handelte sich erneut um einen Roadster im Neoklassik-Stil. Einige Details waren gegenüber den Vorgängermodellen geändert; das gilt beispielsweise für die sehr bauchigen Kotflügel und die Trittbretter. Das Fahrzeug kam nicht über das Stadium bloßer Skizzen hinaus; ein Prototyp wurde nicht hergestellt.